# Казаново
Каза́ново (рос. Казаново) — село у складі Шилкинського району Забайкальського краю, Росія. Адміністративний центр Казановського сільського поселення.

## Населення
Населення — 2146 осіб (2010; 2382 у 2002).
Національний склад (станом на 2002 рік):
- росіяни — 96 %